# Beggars Banquet Records
Beggars Banquet je britské hudební vydavatelství vlastněné společností Beggars Group. Mezi umělce, kteří pod touto značkou vydávali svá alba patří například The Lurkers, John Cale, The Strokes nebo Nico